# Sandgraben (Main)
Der Sandgraben ist ein auf seinem Namenslauf unter zwei, mitsamt seinem längeren rechten Oberlauf Lochbrunnengraben fast vier Kilometer langer Bach im unterfränkischen Landkreis Main-Spessart in Bayern, der aus nordwestlicher Richtung kommend nördlich des Lohrer Stadtteils Rodenbach von rechts in den Main mündet.

## Geographie

### Quellbäche
Der Sandgraben entsteht aus dem Zusammenfluss von Lochbrunnengraben und Landgraben.

#### Lochbrunnengraben
Der gut zwei Kilometer lange Lochbrunnengraben am Unterlauf auch Kleiner Graben genannt, ist der rechte, längere und wasserreichere Quellbach. Er wird deshalb auch von vielen als Oberlauf des Sandgrabens angesehen.
Der Lochbrunnengraben entspringt südlich des Lohrer Stadtteils Wombach im Walde auf einer Höhe von etwa 300 m ü. NN  bei der Hägwiese im Wombacher Loch dem Lochbrunnen.  Seine Quelle liegt auf dem Gebiet der Gemarkung Wombach im Lohr-Rothenfelser Maintal.
Der Lochbrunnengraben fließt zunächst etwa 40 m nordwärts durch den Wald und betritt dann eine Waldwiesenzunge. Er läuft in Richtung Nordnordosten etwa 800 m durch die Wiese, zum Teil auch an ihrem linken Waldrand. Südlich eines Sportplatzes nimmt der dann auf seiner linken Seite ein Waldbächlein auf. Bei dem Gelände der Lebenshilfe für Menschen mit Behinderung Main-Spessart e.V erreicht er die Ortslage von Wombach und wird knapp 300 m bachabwärts südlich der Straße Zur Wolfwiese auf der gleichen Seite von einem weiteren kleinen Waldbach gespeist. Der Lochbrunnengraben verschwindet nun verrohrt in den Untergrund und läuft ostnordostwärts entlang der Bachstraße. Beim Hirtenackerweg fließt ihm unterirdisch verdolt wiederum auf der linken Seite ein kleiner Stadtgraben zu. Der Lochbrunnengraben kreuzt nun die Wombacher Straße und erscheint dann östlich der Kirche St. Peter und Paul wieder an der Oberfläche. Er zieht danach südsüdostwärts am Westrand einer Grünanlage entlang und vereinigt sich schließlich südlich des Herrenackerweges mit dem linken Landgraben  zum Sandgraben.

#### Landgraben
Der etwa ein Kilometer lange Landgraben ist der linke und kleinere Quellbach des Sandgrabens.
Er wird deshalb auch von vielen als dessen Zufluss angesehen. Auf alten Karten jedoch mündet der vereinte Bach unter dem Namen Landgraben in den Main.
Der nur intermittierend wasserführende Landgraben erscheint in Lohr am Südende der Westtangente gegenüber der Einmündung der Straße Am Landgraben an der Oberfläche.
Er fließt zunächst im Westen des Gewerbegebiets Lohr-Süd südwärts durch Felder und Wiesen, unterquert dann den Neuen Weg und wechselt dabei auf das Gebiet der Gemarkung Wombach. Er läuft danach südsüdostwärts am Ostrand einer Grünanlage entlang und vereinigt sich dann südlich des Herrenackerweges mit dem rechten Lochbrunnengraben zum Sandgraben.

### Verlauf
Der nun vereinte Sandgraben fließt ostsüdostwärts durch Ackerland, unterquert noch die Staatsstraße St 2315 und mündet schließlich etwa einen halben Kilometer nördlich von Rodenbach auf einer Höhe von 147,3 m ü. NN bei etwa Mainkilometer 194.6 von rechts in den aus dem Norden heranfließenden Main.